# Стемповски, Александр
Александр Стемповски (р. 11 апреля 1975) — российский ювелир, основатель ювелирного дома Stempovsky.

## Биография
Предки Александра Стемповски были выходцами из Польши; по словам самого ювелира, это старинный дворянский род. С юности Александр занимался бизнесом, не связанным с украшениями. Позже получил в МГУ степень по геммологии и в 30 лет решил посвятить себя ювелирному делу. Вложив все средства, он открыл с партнёром-швейцарцем ювелирную фирму в Женеве, где проработал три года.
В феврале 2008 года открылся ювелирный дом Stempovsky, а в 2009 году Александр Стемповски возвращается в Москву. Ювелирный дом Stempovsky использует в своих изделиях широкий ассортимент редких камней (сфен, шпинель, турмалины «Параиба», морганиты, аквамарины «Санта-Мария», александриты, изумруды, рубины, сапфиры, благородные опалы, топазы-«империалы» и др.), привезенных из различных уголков света и обладающих наивысшими характеристиками чистоты и огранки. Предпочтение при изготовлении изделий отдаётся крупным цветным камням, основатель компании скептически относится к бриллиантам, за исключением цветных. Для компании характерен полный отказ от массового производства: каждое украшение изготавливается в единственном экземпляре. В 2011 году, по сообщению Александра Стемповски, дом Stempovsky заключил контракт с дилерами из Великобритании и стал первым российским ювелирным брендом, чьи изделия экспортируются на Запад.

## Награды
- Международная премия в области моды, стиля, красоты и дизайнерского искусства Fashion Olymp-2011 в номинации «Лучший ювелирный бренд»[5]

- Top of the Month. "Мистер Эксклюзив" по версии журнала FHM (For Him Magazine)- ноябрь 2011г.

## Публикации
Журнал Tatler, июль 2011, стр. 100-101 
Интервью  «Сплетник» 
Интервью газете «На рублевке», приложение Бутик №19, сентябрь 2010, стр. 5.   (недоступная ссылка)
Журнал Collezioni, июль 2010, стр. 60.  
Интервью журналу «Дорогой» №5,  2010, стр. 34-37  (недоступная ссылка)
Интервью  журналу  Vv INTERNATIONAL RUSSIAN  LUXURY MAGAZINE, январь 2011, стр. 95-96 
Интервью журналу MAINPEOPLE REPORT, №4, 2010, стр. 30-31.  
Интервью журналу Папарацци, №50 (119) декабрь 2010, стр. 24-25 
Интервью журналу Sex and the City, октябрь 2010, стр. 92-93 
Интервью журналу Домовой, сентябрь 2010, стр. 72-73  
Интервью журналу InStyle, сентябрь 2010, стр. 387  
Интервью журналу Домовой 
Журнал Fashion Collection, ноябрь 2011, стр. 74 
Журнал Shopping guide, ноябрь 2011, стр. 34 

## Видео
В программе «Треугольник» 3 канал (часть 1)  

В программе «Треугольник» 3 канал (часть 2)  

В программе «Треугольник» 3 канал (часть 3)  

Fashion Olymp-2011     

АРМ ТВ «Персона недели» часть 1  

АРМ ТВ «Персона недели»  Часть 2 